# Abadía de Molesme
La Abadía de Notre-Dame de Molesme se encuentra en la comuna de Molesme en Borgoña, en el norte del departamento de Côte-d'Or. Fue fundada por San Roberto de Molesmes en 1075 en un terreno de la localidad de Molesme, donada por el Conde de Auxerre, y permaneció en actividad hasta la Revolución francesa. Actualmente está en desuso. Sus restos están catalogados como monumentos históricos desde el 23 de septiembre de 1971.

## Historia
La aventura cisterciense comenzó en 1075 con la fundación de la abadía de Molesme por San Roberto, ayudado por las donaciones de Hugues-Renaud, obispo de Langres y Hugues de Merlennac, que cedió un terreno para construir el establecimiento.
Nacido en Champaña, Roberto de Molesme comenzó su noviciado a los quince años en la abadía de Montier-la-Celle, en la diócesis de Troyes. Se convierte en su prior. Petrificado por el ideal de restaurar el monacato como lo había instituido san Benito, abandonó su priorato en 1075 para instalarse, con siete ermitaños en el bosque de Collan (o Colan), cerca de Tonnerre, en el lugar -dijo de Molesme. Viviendo en la mayor pobreza, en albergues compuestos por ramas, el grupo adopta reglas de vida similares a las de los camaldulenses, combinando la vida común del trabajo y el oficio benedictino con el eremitismo.
En pocos años, la nueva abadía atrajo a muchos visitantes y donantes, religiosos y laicos, que rápidamente cambiaron de naturaleza. Aproximadamente quince años después de su fundación, Molesme tiene una magnífica iglesia y edificios monásticos. En este nuevo contexto, las demandas de Roberto son aceptadas mal. Surgen divisiones dentro de la comunidad. Sabiendo que no logrará satisfacer su ideal de soledad y pobreza en el clima de Molesme donde los partidarios de la tradición y los de la renovación se oponen, Roberto, con la autorización del legado papal, Hugo de Die, acepta el solitario lugar de Dijon ofrecido por el duque de Borgoña Eudes I y vizcondes de Beaune, para retirarse y practicar con gran austeridad la regla de San Benito. Alberico y Esteban Harding, así como veintiún fervorosos monjes, lo acompañaron hasta este lugar donde asentaron el 21 de marzo de 1098, para fundar allí la que se convertirá en abadía de Císter.
Al cabo de un año, sin embargo, los monjes de Molesme le piden al Papa Urbano II que interceda ante Roberto para que vuelva a guiarlos. Regresó a Molesme en 1100 y murió allí el 17 de abril de 1111. En 1154, el arzobispo de Sens Hugo confirmó todas las donaciones hechas a este monasterio por sus predecesores. Después de Císter, la abadía de Molesme fundó varios otros monasterios en Francia, Inglaterra, Suiza y Bélgica. Además de los fundadores de Císter, otros grandes nombres del monaquismo medieval vinieron de Molesme, como San Bruno, fundador de la Cartuja, y San Guarino, fundador de la abadía de Aulps y obispo de Sion.
A lo largo de su historia, la abadía ha sido devastada y saqueada varias veces. El monasterio y su iglesia fueron destruidos por primera vez y sus posesiones confiscadas en 1472, durante la guerra entre Francia y Borgoña. Reconstruida, sus edificios fueron incendiados por los hugonotes hacia finales del siglo XVI, durante las Guerras de Religión. Finalmente fue reestructurado en gran parte durante el siglo XVIII antes de ser confiscado durante la Revolución francesa. Varias familias de agricultores se establecieron allí y la abadía, la sala capitular y la biblioteca fueron demolidas para que sirvieran como cantera de piedra.

## Arquitectura

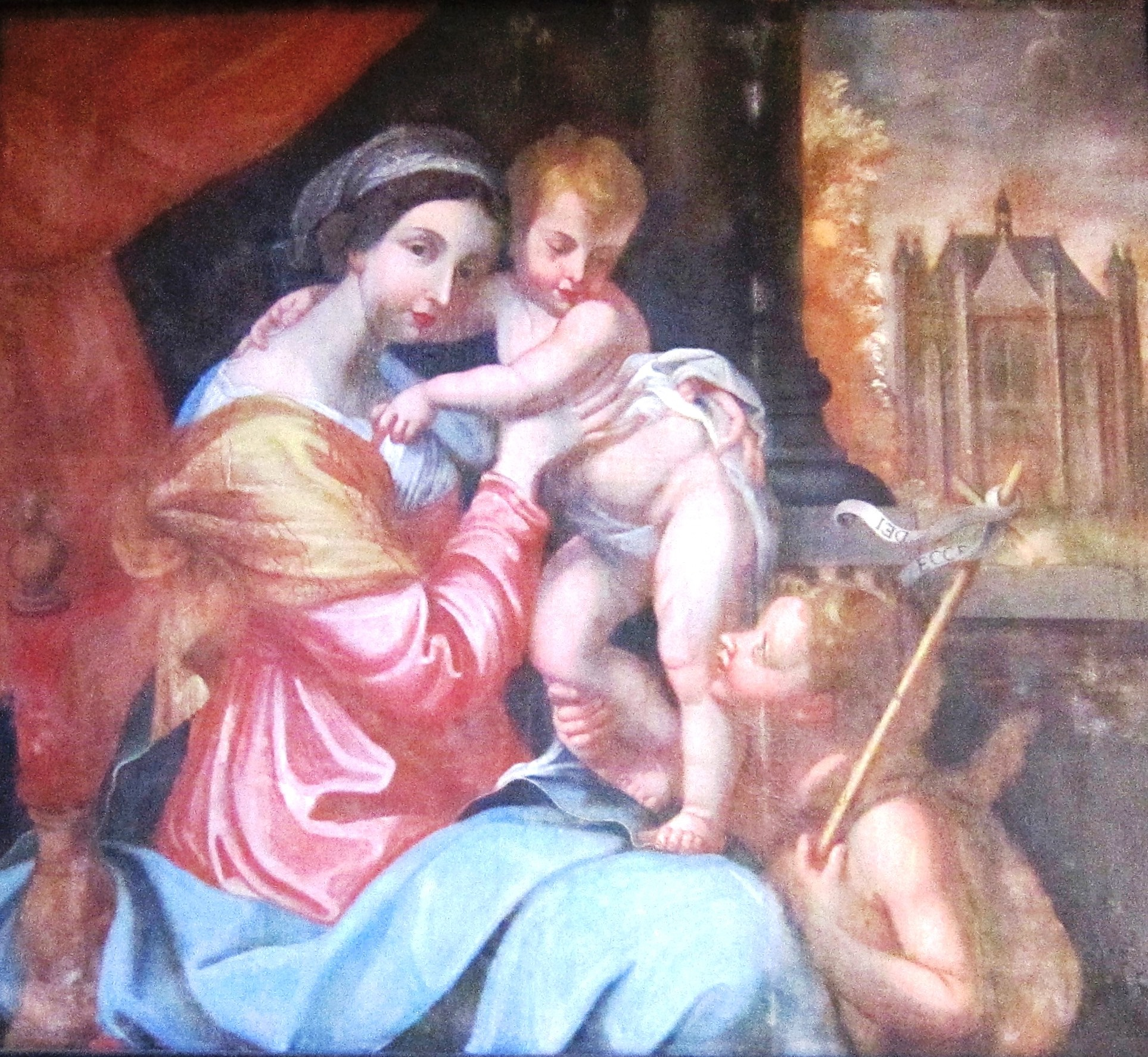
La abadía en el siglo XVII (al fondo a la derecha)
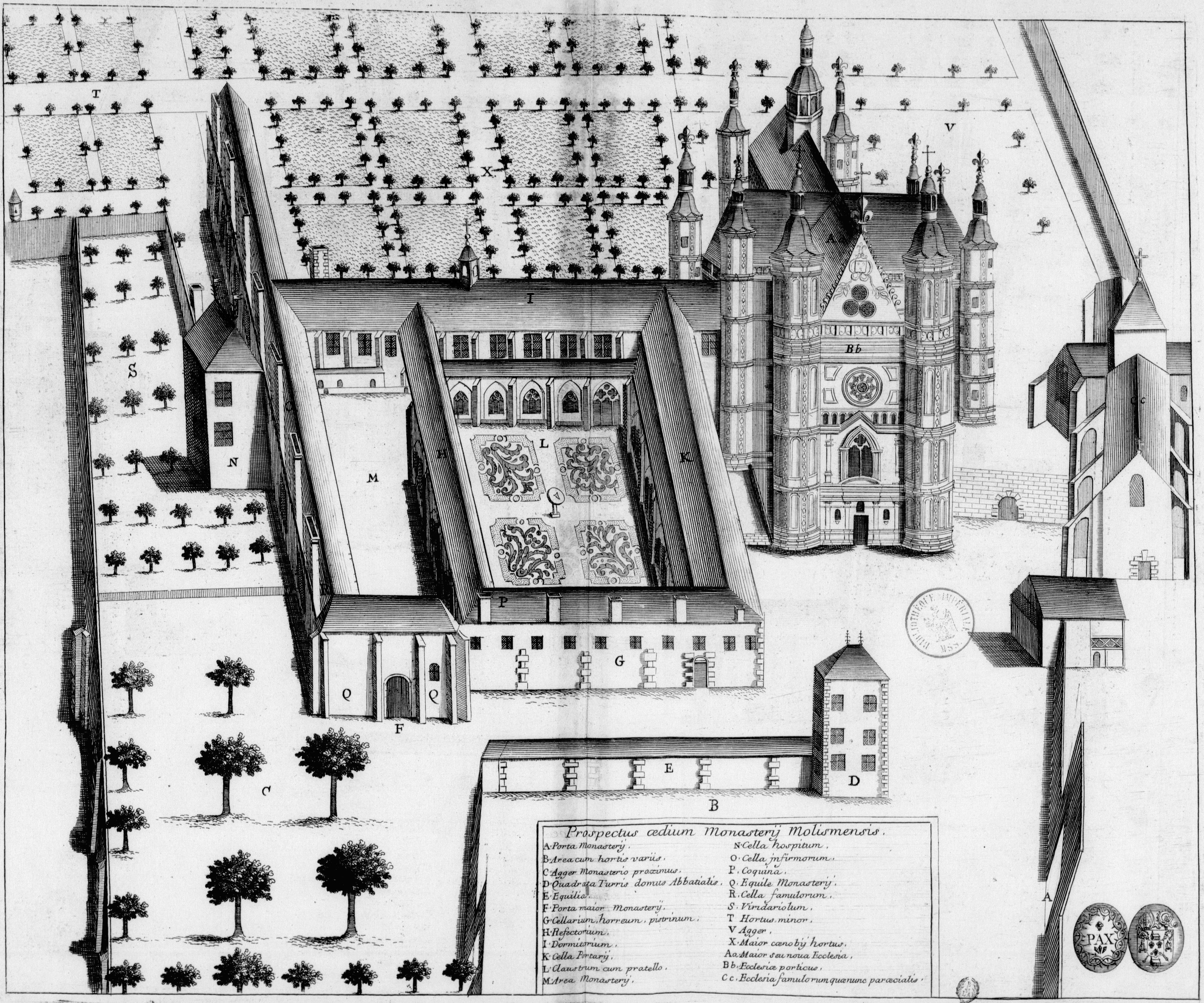
La abadía en el siglo XVII, según el Monasticon Gallicanum.

La actual iglesia de Santa Cruz de Molesme, antigua capilla laica, se encuentra en el plano del Monasticon Gallicanum en el centro de su límite derecho. Sus dimensiones permiten valorar la importancia de la propia abadía y del resto de edificios.

Mapa de las abadías cistercienses de Borgoña (ampliación moderna).

## Fundaciones

### Abadías, prioratos, iglesias
- Franchevaux (Libera vallis), Notre Dame, priorato de los benedictinos bajo Molesme, fundado el 6 de julio de 1159 de Pernelle (Pétronille-Elisabeth) de Chacenay, condesa de Bar-sur-Seine. Diócesis de Sens, decanato de Saint-Florentin, cantón de Flogny-la-Chapelle, distrito de Tonnerre (Yonne). No confundir con Franquevaux.
- Priorato en Saint-Broing-les-Moines (Côte-d'Or): una torre y una vivienda del siglo XV, integradas en un edificio del siglo XIX.
- Aube (Mosela).